# Modelo de la Fuente de los Cuatro Ríos
El modelo de la Fuente de los Cuatro Ríos es una reproducción en miniatura por Gian Lorenzo Bernini de la fuente homónima existente en la plaza Navona de Roma, obra de este autor.

## Historia
Es muy probable que el modelo se realizara con posterioridad a la finalización de la fuente de los Cuatro Ríos que fue inaugurada el 12 de junio de 1651. En 1666 se encontraba en la pieza de despacho del Rey, en la Torre Dorada del Alcázar de Madrid. Posteriormente, en 1686, se encontraba depositada en la Galería del Cierzo, en la crujía norte de esa misma residencia regia. 
Pudo ser salvada, aunque con graves daños, del incendio del Real Alcázar en 1734. Sería restaurada por el escultor de origen francés, Pedro Michel.

A finales del siglo XVIII, Antonio Ponz la describe en el Palacio Real de Madrid, dentro de su obra Viage de España, en el sótano tercero de la crujía norte:
un modelo de bronce dorado, vaciado por el original, que el célebre Lorenzo Bernino hizo para su famosa fuente de Plaza Naona de Roma, en donde representó un escollo con quatro figuras en él. para significar quatro de los mayores rios, habiéndose colocado sobre dicho escollo un obelisco Egypcio. Como este modelo se destino para el Sr. Felipe IV, se pusieron en él las armas de España.
Durante el siglo XIX y principios del XX se desgajaron del modelo las figuras de los cuatro ríos (Nilo, Ganges, Danubio y Río de la Plata).

## Descripción
El modelo está realizado en bronce. Está formado por la copia de la fuente propiamente dicha formada por una base imitando un escollo y sobre este el obelisco conocido en italiano como Obelisco Agonale.
El modelo presenta diferencias en sus inscripciones sobre el obelisco original por haber sido realizadas a partir de los grabados de la obra del jesuita Athanasius Kircher, Obeliscus Pamphilius, que reconstruía las inscripciones del por entonces fracturado obelisco.
Faltan del modelo las figuras antropoformes alegóricas de los cuatro ríos (Nilo, Ganges, Danubio y Río de la Plata) que se recuestan sobre cada una de los cuatro vértices del escollo que constituye la base del obelisco. 
La figura se dispone sobre una base ovalada de bronce, imitando un pilón de una fuente.